# Distretto di Tarnak Wa Jaldak
Il distretto di Tarnak Wa Jaldak è un distretto dell'Afghanistan appartenente alla provincia dello Zabol. Conta una popolazione di circa 16.700 abitanti (dati 2013).